# 조태환 (1901년)
조태환(趙泰煥, 1901년 4월 15일 ~ 1931년 1월 31일)은 대한민국의 독립운동가이다. 본관은 평양(平壤), 호(號)는 송원(松園)이다.

## 생애

### 일생
평안북도 의주(義州)에서 출생한 그는 의주 향리에서 평안북도 의주군청 예하 면사무소 면서기 근무하던 중 1919년 3·1 독립 운동이 일어나자 중화민국 만저우 지방 예하 관전현(寬甸縣)으로 건너갔다. 그곳에서 그는 오동진(吳東振)·윤학승(尹學昇) 등과 함께 광제청년단(廣濟靑年團)을 조직하고 무장 항일 독립 투쟁에 적극 참여하였다. 1920년 음력 8월 14일에는 장지환(張志煥)·이성찬(李成贊) 등과 함께 광제청년단의 국내 지단(支團)을 조직하는 한편, 군자금 모집, 일경 사살, 일제 기관 파괴 등의 활동을 하였다. 1926년 10월 그와 행동을 함께 하였으며, 선천군청과 신의주역에 폭탄을 던졌던 윤학승(尹學昇)·윤학조(尹學照)·백봉즙(白鳳楫) 등은 만주 장춘(長春)에서 일경에 체포되었다. 그러나 그와 김석하(金錫夏)·장지환(張志煥)·이성찬(李成贊)·임용일(林龍日)·이학필(李學弼) 등은 다행히 피신을 하면서 체포를 면하였다. 그는 그 이후에도 만주에서 무력 독립 운동 관련 항쟁을 계속하다가 1929년 9월에 일경에 체포되어 징역 6년형을 선고받고 옥고를 치르다가 평양형무소에서 옥사하였다.

### 정당 당원 관련 이력
- 前 한국독립당 초급행정위원(1926년 3월 ~ 1926년 9월)

## 사후
대한민국 정부에서는 고인의 공훈을 기리고자 1980년 대한민국 건국포장을, 1990년에 대한민국 건국훈장 애국장을 각각 추서하였다.